# Георг I (князь Вальдек-Пірмонту)
Георг I (нім. Georg I.; 6 травня 1747 — 9 вересня 1813) — граф Пірмонту у 1805—1813 роках, князь Вальдек-Пірмонту у 1812—1813 роках, син князя Карла Августа Вальдек-Пірмонтського та принцеси Цвайбрюкен-Біркенфельдської Крістіани Генрієтти.

## Біографія

### Ранні роки
Георг народився 6 травня 1747 року в Арользені. Він був четвертим сином та четвертою дитиною в родині
князя Вальдек-Пірмонту Карла Августа та його дружини Крістіани Генрієтти Пфальц-Цвайбрюкенської. Хлопчик мав старших братів Карла, Фрідріха Карла Августа й Крістіана Августа. Батько в цей час брав участь у Війні за австрійську спадщину. За місяць після народження Георга він був одним із головнокомандуючих об'єднаної англо-голландсько-австрійської армії у битві при Лауфельді. Сім'я згодом поповнилася доньками Кароліною та Луїзою та ще одним сином — Людвігом.
Під час Семилітньої війни 1756—1763 країна постраждала від походів та боїв на її території. Замок Вальдек два роки був в облозі. У лютому 1763 бойові дії скінчилися, а у серпні — помер Карл Август. Георгу в цей час було 16 років. Князем Вальдек-Пірмонту став його старший брат Фрідріх Карл Август, однак, перші два роки правління здійснювалося під регентством їхньої матері.
Крістіана Генрієтта також дбала, щоб сини, окрім військової підготовки, отримали ґрунтовну музичну, художню та історичну освіту.
У віці 37 років Георг узяв за дружину 16-річну принцесу Августу Шварцбург-Зондерсгаузенську, доньку князя Августа II Шварцбург-Ебелебенського. Весілля відбулося 12 вересня 1784 в Оттервіші. У подружжя народилося тринадцятеро дітей. Від 1787 у віданні родини знаходився Роденський замок, який до 1795 активно переплановувався та зазнавав перебудови під керівництвом архітектора Йоганна Маттіаса Кіца. Сім'я проживала в ньому до переїзду в Пірмонт у 1806 році.

### Правління
1805 року Фрідріх Карл Август розподілив князівство із Георгом. Георгу дістався Пірмонт, що отримав статус графства. У квітні 1807 обидва брати вступили до Рейнського союзу, побоюючись військової агресії з боку наполеонівського Вестфальського королівства.
24 вересня 1812 Фрідріх Карл Август помер, не залишивши законних нащадків. Георг успадкував його землі та став князем Вальдек-Пірмонту. Однак, його правління не було довгим. 9 вересня наступного року він пішов з життя, передавши владу старшому сину.
Поховали Георга у мавзолеї князівської родини, що знаходиться на західному схилі замкової гори у парку біля Роденського замку.

## Родина
Дружина — Августа Шварцбург-Зондерсгаузенська
Діти:
- Крістіана (1787—1806) — настоятелька Шаакенського монастиря;
- Карл (1788—1795) — помер в дитячому віці;
- Георг (1789—1845) — наступний князь Вальдек-Пірмонту у 1813—1845 роках, був одружений з Еммою Ангальт-Бернбург-Шаумбург-Хоймською, мав із нею п'ятеро дітей;
- Фрідріх (1790—1828) — граф Вальдеку, був одружений з Урсулою Полле, мав трьох дітей;
- Крістіан (1792—1795) — помер у дитячому віці;
- Августа (1793—1794) — померла в дитячому віці;
- Йоганн (1794—1814) — пішов з життя у віці 20 років бездітним та неодруженим;
- Іда (1796—1869) — дружина князя Шаумбург-Ліппе Георга Вільгельма, мала дев'ятеро дітей;
- Вольрад (1798—1821) — помер у віці 23 років бездітним та неодруженим;
- Матильда (1801—1825) — дружина герцога Євгена Вюртемберзького, мала доньку та двох синів;
- Карл Крістіан (1803—1846) — був одружений з графинею Амалією цур Ліппе-Бістерфельд, мав трьох синів;
- Кароліна (1804—1806) — померла в дитячому віці;

- Герман (1809—1876) — був одружений графинею з Агнесою Телекі де Чек, нащадків не залишив.